# IC 1959
IC 1959 est une galaxie spirale barrée de type magellanique vue par la tranche et située dans la constellation de l'Horloge. Sa vitesse par rapport au fond diffus cosmologique est de 576 ± 5 km/s, ce qui correspond à une distance de Hubble de 8,49 ± 0,60 Mpc (∼27,7 millions d'al). IC 1959 a été découverte par l'astronome américain DeLisle Stewart en 1898. Cette galaxie est à proximité de l'étoile SAO 233152.
La classe de luminosité d'IC 1959 est V et elle présente une large raie HI. Elle est également une galaxie faiblement brillante dans le domaine des rayons X.
À ce jour, plus d'une quinzaine de mesures non basées sur le décalage vers le rouge (redshift) donnent une distance de 8,356 ± 1,882 Mpc (∼27,3 millions d'al), ce qui est à l'intérieur des valeurs de la distance de Hubble.

## Groupe d'IC 1954
IC 1959 fait partie du groupe de IC 1954 qui comprend au moins six galaxies brillantes dans le domaine des rayons X. Les autres galaxies du groupe sont NGC 1311, IC 1933, IC 1954, ESO 200-G045 et NGC 1249.